# Свободная армия Ирака
Свободная иракская армия (араб. الجيش العراقي الحر‎, Аль-Джайш Аль-Ираки Аль-Дурр, САИ) — суннитская повстанческая группировка, сформированная в западных суннитских провинциях Ирака из иракских сторонников боевиков Свободной сирийской армии. в сирийской гражданской войне. Группа стремилась свергнуть правительство Ирака, в котором доминируют шииты, полагая, что они получат поддержку в этом из Сирии, если повстанцам удастся свергнуть Башара Асада. Представитель иракского агентства по борьбе с терроризмом опроверг это, заявив, что это имя просто используется «Аль-Каидой» в Ираке, чтобы «заручиться поддержкой иракских суннитов, воспользовавшись конфликтом, происходящим в Сирии». Помимо провинции Анбар, как сообщается, имела присутствие в Фаллудже, вдоль сирийской границы недалеко от города Аль-Каим и в Мосуле на севере Ирака. Командир группы по вербовке сказал репортеру газеты Daily Star в Ливане, что группа выступала как против «Аль-Каиды» в Ираке, так и против их оппонентов из ополчения Сахва. Тот же командир утверждал, что группа получала финансовую поддержку от трансграничных племен и сторонников суннитов в государствах Персидского залива, таких как Катар, Саудовская Аравия и ОАЭ. 4 февраля 2013 года Ватик аль-Батат из шиитской боевой группировки «Хезболла» в Ираке объявил о формировании армии Мухтара для борьбы с «Аль-Каидой» и Свободной иракской армией. В августе 2014 года группа прекратила свое существование после крупного наступления ИГИЛ на севере Ирака, и активность на их веб-сайтах прекратилась.

## Связи с Аль-Каидой и иракскими баасистами
Несмотря на то, что группа отрицает связи с «Аль-Каидой», ее обвиняли в причастности к этой группе.  Эти обвинения в связях как с «Аль-Каидой», так и с баасистами привели к тому, что шиитский деятель Наджафа, связанный с Коалицией правового государства, издал фетву против снабжения этой группировки оружием.